# Coryphaenoides armatus
Coryphaenoides armatus är en fiskart som först beskrevs av Hector, 1875.  Coryphaenoides armatus ingår i släktet Coryphaenoides och familjen skolästfiskar. Inga underarter finns listade i Catalogue of Life.